# Јунион (Орегон)
Јунион (енгл. Union) град је у америчкој савезној држави Орегон.

## Демографија
По попису из 2010. године број становника је 2.121, што је 195 (10,1%) становника више него 2000. године.
| Група             | 2000.         | 2010.         |
| Белци             | 1.845 (95,8%) | 1.988 (93,7%) |
| Афроамериканци    | 2 (0,1%)      | 2 (0,1%)      |
| Азијати           | 7 (0,4%)      | 3 (0,1%)      |
| Хиспаноамериканци | 25 (1,3%)     | 49 (2,3%)     |
| Укупно            | 1.926         | 2.121         |